# Xã Carroll, Quận Tama, Iowa
Xã Carroll (tiếng Anh: Carroll Township) là một xã thuộc quận Tama, tiểu bang Iowa, Hoa Kỳ. Năm 2010, dân số của xã này là 261 người.